# Riccardia cataractarum
Riccardia cataractarum là một loài rêu trong họ Aneuraceae. Loài này được Spruce Schiffner mô tả khoa học đầu tiên năm 1964.